# Siem Wellinga

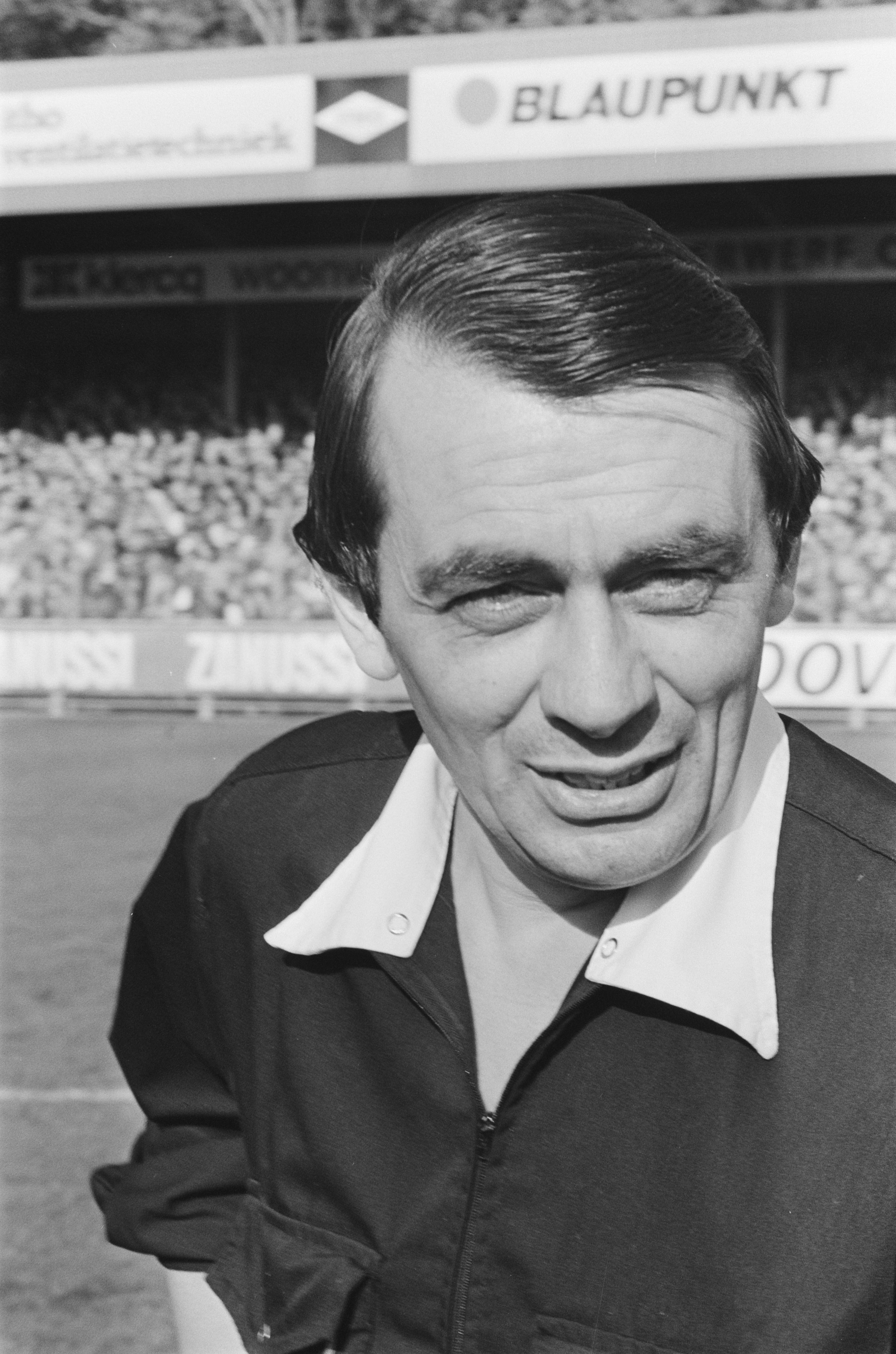
Siem Wellinga (Oktober 1976)

Siem Wellinga (* 9. März 1931 in Enschede; † 18. Dezember 2016 ebenda) war ein niederländischer Fußballschiedsrichter.

## Sportlicher Werdegang
Wellinga leitete zwischen 1971 und 1978 Spiele in der Eredivisie. Zum Abschluss seiner aktiven Laufbahn wurde ihm die Spielleitung im Endspiel um den KNVB-Pokal 1977/78 angetragen, in dem sich AZ ’67 Alkmaar mit einem 1:0-Erfolg durch ein Tor von Henk van Rijnsoever gegen Ajax Amsterdam durchsetzte. Wellinga kam auf internationaler Ebene auch im Europapokal zum Einsatz, konnte sich jedoch insbesondere aufgrund nationaler Konkurrenz wie Laurens van Ravens, Leonardus van der Kroft, Charles Corver oder Jan Keizer nicht für die FIFA-Schiedsrichterliste zur Leitung von Länderspielen qualifizieren.
Der ab 1967 als Schiedsrichter aktive Wellinga leitete 180 Spiele im niederländischen Profifußball.